# Xenodium
Xenodium — рід грибів родини Elsinoaceae. Назва вперше опублікована 1935 року.

## Класифікація
До роду Xenodium відносять 1 вид:
- Xenodium petrakii